# Dener Augusto de Sousa
Dener Augusto de Sousa (São Paulo, 2 de abril de 1971-Río de Janeiro, 18 de abril de 1994), conocido simplemente como Dener, fue un futbolista brasileño que jugaba como delantero. Jugó dos veces para la selección de Brasil.

## Selección brasileña
Dener jugo dos partidos con la Selección de fútbol de Brasil, dirigida por Paulo Roberto Falcão, el 27 de marzo de 1991 jugó contra Argentina, y dos meses después, el 28 de mayo jugó contra Bulgaria.

## Carrera

### Carrera juvenil
Nacido en Sao Paulo, Dener comenzó su carrera en el São Paulo FC en 1988, pero después de dos meses se fue al equipo juvenil del Associação Portuguesa de Desportos. En 1991, jugando para el Portuguesa, ganó la Copa São Paulo de Juniores y fue elegido mejor jugador de la competencia.

### Profesional
En 1989 fue ascendido al primer equipo, donde permaneció hasta 1994 por su muerte, jugando 47 partidos en el Campeonato Brasileño de Serie A y marcando siete goles. En 1993 fue cedido al Gremio de Porto Alegre, donde ganó el Campeonato del Estado de Río Grande de Sul jugando 4 partidos. Al año siguiente fue cedido nuevamente, esta vez al CF Vasco da Gama, donde jugó tan sólo 2 partidos en la Copa do Brasil y marcó un gol. Posteriormente ganó el Campeonato del Estado de Río de Janeiro.

## Clubes
| Club          | País              | Año       |
| ------------- | ----------------- | --------- |
| Portuguesa    | Bandera de Brasil | 1989-1994 |
| Grêmio        | Bandera de Brasil | 1993      |
| Vasco da Gama | Bandera de Brasil | 1994      |

## Muerte
El 18 de abril de 1994, en Río de Janeiro, Dener murió en un accidente automovilístico, cuando su Mitsubishi Eclipse, se estrelló contra un árbol en la avenida Borges de Medeiros, en el distrito Lagoa Rodrigo de Freitas. El conductor del automóvil era amigo de Dener, Oto Gomes de Miranda, quien perdió ambas piernas en el accidente. Dener fue estrangulado por el cinturón de seguridad del automóvil.